# 佐々木季邦
佐々木 季邦（ささき すえくに、1896年（明治29年） - 1986年（昭和61年）1月14日）は、日本の剣道家。段位は範士九段。

## 経歴
剣道家佐々木正宜の子として京都に生まれる。
大日本武徳会武道専門学校に入学（5期）。寮生活を送りながら、内藤高治、門奈正、大島治喜太、湊辺邦治、持田盛二、斎村五郎らの指導を受ける。
卒業後、教職を務める。佐賀県立佐賀中学校教諭、鹿児島県立第一鹿児島中学校教諭、和歌山高等商業学校助教授、大阪府立大学工業短期大学部教授、大阪産業大学教授を歴任した。
大日本武徳会佐賀支部・鹿児島支部・和歌山支部の各剣道師範、大阪府剣道連盟顧問・審議員、全日本剣道連盟審議員・相談役を務めた。
勲四等瑞宝章を受章。